# Publius Pinarius Mamercinus Rufus
Publius Pinarius Mamercinus Rufus entstammte der römischen Patrizierfamilie der Pinarier und wird in der für die Frühzeit der Römischen Republik unzuverlässigen antiken Überlieferung zusammen mit Gaius Iulius Iullus 489 v. Chr. als Konsul vermerkt.
Die fragwürdige Überlieferung vermerkt auch, während Pinarius’ Konsulat sei Coriolan gegen Rom gezogen. Zu diesem sei Pinarius vom Senat zusammen mit vier weiteren Konsularen im nächsten Jahr 488 v. Chr. zwecks Vermittlung geschickt worden.